# Microptilotis
Microptilotis — рід горобцеподібних птахів родини медолюбових (Meliphagidae). Представники цього роду мешкають переважно на Новій Гвінеї.

## Систематика
Представників цього роду довгий час відносили до роду Медолюб (Meliphaga), однак за результатами молекулярно-генетичного дослідження, опублікованого в 2019 році, вони були віднесені до відновленого роду Microptilotis.

## Види
Виділяють десять видів:
- Медолюб плямистоволий (Microptilotis mimikae)
- Медолюб лісовий (Microptilotis montanus)
- Медолюб тонкодзьобий (Microptilotis orientalis)
- Медолюб білоплямовий (Microptilotis albonotatus)
- Медолюб великодзьобий (Microptilotis analogus)
- Медолюб тагулайський (Microptilotis vicina)
- Медолюб граційний (Microptilotis gracilis)
- Медолюб біловухий (Microptilotis imitatrix)[6]
- Медолюб східний (Microptilotis cinereifrons)
- Медолюб жовтовусий (Microptilotis flavirictus)